# 주민기본대장
일본에서 주민기본대장(住民基本台帳)은 각 지자체가 관리하는 일종의 주민등록 제도이다. 정확히는 지자체장이 세대별로 주민표(住民票; 각 개인 또는 세대의 행정기록)를 편성하여 작성하기 위한 공공장부이다.
주민표에는 각 주민의 이름, 생년월일, 성별, 주소 및 변경기록, 세대 및 세대주, 호적, 개인 번호(마이넘버), 기타 여러 행정 관련 정보가 기록되어 있다. 이들은 행정이나 인구관리에 있어서 중요하게 사용되고 있으며, 현대에는 모두 전산화되어 있다.
2012년 7월 9일부터 외국인등록제도의 폐지로 90일 이상 일본에 체류하는 외국 국적의 장기 체류자도 '외국인 주민'으로서 주민기본대장 제도의 적용을 받게 되었다.
주민기본대장에 쓰인 기본정보를 담고 있는 주민기본대장 카드라는 것이 존재하며, 신분증명용으로 사용되기도 한다.

## 같이 보기
- 호적
- 주민등록